# Nexhmije Hoxha
(Xhuglini) Nexhmije Hoxha (Bitola, Macedonië, 8 februari 1921 – Tirana, 26 februari 2020) was een Albanees politica; ze was de weduwe van de Albanese dictator Enver Hoxha (1908-1985). 
Nexhmije Hoxha volgde een middelbareschoolopleiding in de Albanese hoofdstad Tirana. In 1941 haalde ze haar diploma. In november 1941 sloot ze zich aan bij de pas opgerichte Albanese Communistische Partij (ACP). In 1942 werd ze organisator van de vrouwen- en jeugdafdeling van de partij, daarnaast streed ze tijdens de Tweede Wereldoorlog in de Eerste Partizanen Divisie van het Nationaal Bevrijdingsleger. In 1942/43 was ze gelegeerde tijdens drie belangrijke congressen van het Nationaal Bevrijdingsfront (NBF).
In 1944 werd Nexhmije Hoxha gekozen in het secretariaat van de Albanese Vrouwenunie. Van 1946 tot 1955 was ze voorzitster van de Albanese Vrouwenunie. Haar macht groeide na haar huwelijk met de communistische partijsecretaris en premier Enver Hoxha in 1945. Ze hadden elkaar leren kennen als partizanen, tijdens de Italiaanse bezetting. In 1948 werd mevr. Hoxha in de Nationale Assemblée (parlement) gekozen en in 1952 werd ze lid van het Centraal Comité van de Albanese Arbeiderspartij (PPSh).
In 1966 verwierf ze het invloedrijke directeurschap van het Instituut van Marxistisch-Leninistische Studies. In 1975 was ze lid van de commissie die de ontwerpgrondwet opstelde; deze grondwet werd in 1976 aangenomen.
Na het overlijden van haar man (1985) werd mevr. Hoxha in 1986 gekozen als voorzitster van het Democratisch Front (een overkoepelende organisatie waarbij de massaorganisaties, zoals de vakbonden, jeugd- en vrouwenverenigingen waren aangesloten). Aan het einde van de jaren 80 behoorde ze tot de hardliners (haviken) binnen het partijbestuur van de PPSh en dwarsboomde ze ieder hervormingsplan van president Ramiz Alia.
Op 21 december 1990 werd Hoxha gedwongen het voorzitterschap van het Democratisch Front neer te leggen. Premier Adil Carcani volgde haar in die functie op.
In 1991 werd Nexhmije Hoxha gearresteerd bij een politieonderzoek naar financiële malversaties tijdens het communistische bewind in Albanië. Hoxha werd in 1993 tot elf jaar gevangenisstraf veroordeeld wegens machtsmisbruik en verduistering van overheidsgeld. Op 10 januari 1997 kwam zij vrij.
In het laatste interview noemde ze haar man een „uitstekend leider”, een „echte marxist”, een man met „heldere idealen” die hield van „zijn bevolking”. Zij verdedigde zijn repressie. Haar man streed tegen „anti-socialisten en anti-nationalisten die samenspanden tegen de staat”.